# Неотрадиционализм (кантри)
Неотрадиционализм или новый традиционализм (англ. neo-traditionalism; new traditionalism) — феномен сознательного возвращения молодых кантри-артистов 1980-х годов к более традиционному звучанию за счёт элементов таких ранних стилей как блюграсс и хонки-тонк, но с их адаптацией под современные коммерческие реалии. Развился в противовес поп-звучанию, доминировавшему в мейнстриме кантри на протяжении 1970-х и начала 1980-х годов.
Старт неотрадиционализму на заре 1980-х годов дали Рики Скэггс, Джордж Стрейт и Джон Андерсон. Сам термин возник в середине десятилетия. В музыкальной литературе нет единообразного понимания данного явления, поэтому оно может также характеризоваться как движение, стиль, формат, жанр или поджанр. В качестве его названия в английском языке применяются разнообразные альтернативные термины: neo-traditional country, new country, hard country и прочие.
Неотрадиционалисты имели разнообразное звучание, степень традиционности и её осознания. Некоторые исполнители намеренно подчеркивали свою связь с прошлым, другие же этого не делали. Помимо блюграсса и хонки-тонка они сочетали элементы вестерн-свинга, рока, аутло-кантри, Бейкерсфилд-саунда. На пике движения популярными были Рэнди Трэвис, Риба Макинтайр, Дуайт Йокам, The Judds, Стив Эрл, Патти Лавлесс, The O’Kanes и другие артисты.
К концу 1980-х годов неотрадиционализм в кантри стал нормой и приобрёл характер мейнстримового клише. Постепенно он пошел на спад, уступив в начале 1990-х годов место плеяде более поп-ориентированных артистов во главе с Гартом Бруксом, открывшим для индустрии новые горизонты коммерческого успеха. Многие популярные в этот период артисты, например, Алан Джексон, Трэвис Тритт, Винс Гилл имели свои творческие корни в эпохе неотрадиционализма.
После заката моды на традиционализм произошло отторжение массовой кантри-индустрией консервативных артистов и таких ветеранов как Джонни Кэш, Вилли Нельсон и Джордж Джонс. Обеспокоенность музыкантов и поклонников этим трендом отразила песня «Murder on Music Row», которую записал Ларри Кордл, а затем Джордж Стрейт и Алан Джексон. Однако ряду артистов вроде Брэда Пейсли удавалось сохранять в мейнстриме элементы традиционного звучания.

## Предпосылки
Подобное движение не было новым для музыки кантри. Исполнители отдававшие предпочтение знакомому традиционному материалу, часть которого происходила ещё из Старого Света, существовали уже на заре кантри как коммерческого жанра в 1920-е годы. При этом они принимали и новые идеи, играя более современные песни из мира блюза, рэгтайма, джаза и Tin Pan Alley. Отдельные артисты вроде Брэдли Кинкейда противопоставляли свои работы остальному кантри как более аутентичные и нравственные. В то же время Билл Монро разработал уникальный стиль, инспирированный творчеством южных струнных ансамблей и характерную высокую и тоскливую манеру пения, которые сам же представлял как эталонное кантри-звучание. Однако чаще ретроградный и пуристский настрой всё же исходил от лейблов, радио или рекламщиков, а не самих музыкантов. Сознательные и массовые кампании против инноваций или за создание консервативных альтернатив поп-стилям тогда были редкими. В действительности традиционалисты не только не сопротивлялись мягкому поп-звучанию, но и охотно заимствовали отдельные его элементы у таких артистов как Вернон Дэлхарт, Джин Отри, Боб Уиллс, Ред Фоли, Эдди Арнольд или Джим Ривз.
Настроения стали меняться, когда сильный удар по позициям кантри нанёс успех Элвиса Пресли и особенно в свете появления в 1960-е годы поп-кантри и нараставшей погони индустрии за кроссоверами. Всё больше консервативных поклонников, музыкантов и коллекционеров стали говорить об угасании или исчезновении традиционного кантри, а исполнители вроде Рэя Прайса, чьи хонки-тонк хиты резко контрастировали с доминировавшим в 1950-е и 1960-е годы поп-звучанием, стали восприниматься как защитники идентичности кантри и его подлинности (хотя сам Прайс никогда не позиционировал себя в таком качестве, а позднее даже примкнул к поп-лагерю). Тем не менее первая целенаправленная кампания за продвижение традиционного звучания случилась лишь в 1980-е годы.

## Начало
По окончании 1970-х годов и эпохи аутло-кантри развилось новое альтернативное кантри-индустрии Нэшвилла движение. Оно стало ответом на гомогенизированный мейнстримовый кантри-поп 1970-х и начала 1980-х годов. В тот период жанр пребывал на распутье — «городской ковбой» находился на пике популярности, а кроме исполнителей кантри-поп в индустрии выделялась группа стареющих представителей аутло-кантри и кантри-рок-группа Alabama. Такое положение дел породило запрос на переосмысление истоков кантри и обращение к классическим стилям прошлого. Новые традиционалисты построили свою музыку на хонки-тонке, но использовали все преимущества передового оборудования и технологий, представив звучание одновременно аутентичное и современное. Хотя часть прессы и называла происходящее «новым кантри», речь шла именно о возвращении музыки к её корням, хотя и с некоторым лоском, свойственным индустрии Нэшвилла. Подобные артисты в большинстве своём были молоды и родились в 1950-е годы, но чувствовали тягу к музыке кантри поколения своих родителей. К середине 1980-х годов они взяли верх над остальными кантри-исполнителями на радио и в чартах. И хотя именно этот период стал пиком движения, возникло оно несколькими годами ранее благодаря таким артистам как Рики Скэггс, Джордж Стрейт и Джон Андерсон.

### Рики Скэггс
Уроженец штата Кентукки Рики Скэггс пытался создать традиционное, но при этом коммерческое звучание на базе знакомого ему с детства блюграсса и параллельно боролся за возвращение в кантри-индустрию высоких нравственных идеалов. Хотя его стиль сочетал блюграсс, хонки-тонк, вестерн-свинг и был привлекателен для поклонников архаичного кантри, Скэггс использовал и характерные для современной рок-музыки электрические инструменты. Этот подход он перенял за годы работы с Эммилу Харрис в качестве лидера её аккомпанирующей группы The Hot Band . Сама певица опосредованно может считаться материнской фигурой движения, предвосхитившей его появление ещё в 1975 году своей хитовой интерпретацией песни «If I Could Only Win Your Love» дуэта The Louvin Brothers и дальнейшим переосмыслением консервативного материала вроде «Together Again», «Sweet Dreams», «Making Believe», «Satan’s Jeweled Crown», «I’m Movin On» и «Blue Kentucky Girl». Играя прежде в Clinch Mountain Boys Ральфа Стэнли и прочих блюграсс-коллективах, Скэггс присоединился к The Hot Band в 1977 году и в этот период осознал, как можно сделать традиционные кантри-песни и музыку привлекательными для индустрии Нэшвилла тех времён.
При поддержке Харрис, в 1979 году Скэггс выпустил альбом Sweet Temptation, а его сингл «I’ll Take the Blame» пробился в чарты весной 1980 года. В следующем году он получил контракт с Epic Records и записал череду хитов. Это был первый кроссовер звезды блюграсса в мейнстрим кантри. Хотя его музыка больше склонялась в сторону вестерн-свинга, нежели блюграсса или хонки-тонка, многие его песни пришли именно из последних двух стилей «Crying My Heart Out Over You», «I Wouldn’t Change You if I Could», «Don’t Cheat in Our Hometown» и «Uncle Pen» являлись блюграсс-стандартами, в то время как «I Don’t Care», «Honey (Open That Door)», «I’ve Got a New Heartache» и «I’m Tired» — хонки-тонкерами из репертуара Уэбба Пирса. Другие его хиты были новыми: «Heartbroke», «Highway 40 Blues», «Cajun Moon», «Country Boy» и «Lovin’ Only You». В 1990-е успех Скэггса пошел на спад, но он сохранил популярность в эфире Grand Ole Opry и вернулся к своим блюграсс-корням. Прочие артисты не отличались настолько сознательной приверженностью традициям и беспокойством о нравственном облике кантри как Скэггс, но также считались новыми традиционалистами.

### Стрейт и Андерсон
В 1981 году на сцену вышел техасец Джордж Стрейт с песней «Unwound.» Он не стремился к кроссоверам и продемонстрировал классический, неотрадиционный звук, который не включал каких-либо поп-элементов. Аранжировки и состав инструментов подчеркивали его сельское происхождение. Стрейт также значительно опирался на вестерн-свинг. В последующие годы с баллад на манер Мерла Хаггарда вроде «Fool Hearted Memory» он перешел к более сильному влиянию этого стиля и даже назвал свой третий альбом Right Or Wrong в честь одного из стандартов Боба Уиллиса. Стрейт демонстрировал более долгосрочный успех нежели Рики Скэггс. Между 1981 и 1997 годами 54 его песни попали в чарты, из которых 32 сингла поднимались на позицию № 1. Помимо большего упора на вестерн-свинг, чем у его соратников, Стрейт также имел склонность к частому упоминанию в текстах песен Техаса или одного из городов «Штата Одинокой Звезды». Примерами могут служить композиции «Amarillo By Morning», «Does Fort Worth Ever Cross Your Mind» и «All My Ex’s Live in Texas». Также он возродил и несколько старых классически песен, например, «Right or Wrong» Боба Уиллиса и хит «If You Ain’t Lovin’ (You Ain’t Livin’)» Фэрона Янга. В свою очередь Джон Андерсон получил первоначальную известность благодаря кавер-версии песни Билли Джо Шейвера «I’m Just An Old Chunk Of Coal (But I’m Gonna Be A Diamond Someday)», заполнив своим творчеством пробел между аутло-кантри 1970-х и новыми традиционалистами 1980-х годов, а двумя годами позже получил широкий успех с крайне популярной песней «Swingin'». Стилистически он опирался как на творчество Лефти Фризелла, так и на музыку рокабилли.

## Расцвет
Поняв, что классическое кантри-звучание одновременно может быть коммерчески успешным, крупные рекорд-лейблы стали искать молодых и привлекательных артистов, убедительно исполнявших музыку в стилях, которые они расценивали как основанные на традициях. Новыми звёздами движения в середине 1980-х годов стали такие исполнители как Рэнди Трэвис и Риба Макинтайр. После стагнации кантри-индустрии, последовавшей за эпохой «городского ковбоя», многие всерьез говорили о возможном исчезновении кантри, но эти артисты возродили не только более грубое звучание, но и обеспечили индустрии новый период экономического роста. Их успех восстановил уровень высокий продаж кантри и породил ещё более сильный запрос на традиционные стили как среди музыкантов, так и менеджмента рекорд-индустрии. При этом понятие «традиционный» в данном контексте было крайне относительным и размытым — ни один из новых артистов в сущности не занимался радикальным откатом музыки к стилям прошлого и не производил впечатление старомодного.
Некоторые намеренно подчеркивали свою приверженность традициям и ассоциировали себя с исполнителями прошлых лет. Так, Марти Стюарт, Дуайт Йокам и Стив Эрл представляли небольшую группу артистов, с гордостью называвших себя «хиллбилли». Многие другие, вышедшие на сцену в 1980-е и 1990-е годы, тоже расценивались как неотрадиционалисты, например, Кит Уитли, Патти Лавлесс, Айрис Демент, Марк Чеснатт и Алан Джексон. Однако решительными и бескомпромиссными приверженцами старых стилей были немногие — большинство также симпатизировали молодёжной музыке 1970-х и 1980-х годов. Такие артисты как Трэвис Тритт и Марти Стюарт демонстрировали, что рок-н-ролл имел крайне сильное влияние на неотрадиционалистов, хотя именно он в конце 1950-х годов выдавил консервативный кантри из репертуара музыкальных автоматов и радио, чем навлёк на себя презрение борцов как за нравственность кантри, так и за его традиционное звучание. Говоря с трепетом о блюграсс-классиках Flatt & Scruggs, тот же Стюарт охотно играл музыку, основанную на рокабилли, южном роке и соуле.

### The Judds, Макинтайр и Лавлесс
Противовесом таким исполнителям кантри-поп как Барбара Мандрелл и Долли Партон в эпоху неотрадиционализма стали The Judds — дуэт матери и дочери Наоми и Вайнонны Джадд, исполнявший простые, но привлекательные для широкой аудитории песни. Помимо акустических аранжировок и мощного голоса Вайнонны, многие синглы дуэта привлекали слушателей приятной провинциально-сельской эстетикой и даже когда их музыка стала более ориентированной на радио, они не утратили этой особенности. Изначальный образ исполнителей из маленького сельского городка оставался существенной частью их имиджа и в дальнейшем. Вайнонна и Наоми родились в Кентукки и развили свои вокальные гармонии слушая блюграсс/фолк-дуэты Хэйзел Дикенс и Элис Джеррард. Приехав в 1979 году в Нэшвилл, они впервые попали в чарты в 1983 году с песней «Had a Dream (for the Heart)», а в 1984 — с хитом № 1 «Mama He’s Crazy» и впоследствии записали ещё 13 хитов № 1. К концу десятилетия они стали широко обожаемой группой, поэтому их прощальный тур 1991 года (дуэт распался из-за болезни Наоми) был одним из самых печальных событий в современной музыке кантри. С 1995 года Вайнонна начала сольную карьеру и за первые пять лет попадала в чарты 19 раз, из них четыре — на вершину. По сравнению с The Judds, она больше опиралась на поп-звучание и стала одной из суперзвезд кантри.
К 1985 году, когда The Judds начали новую волну неотрадиционализма, Риба Макинтайр уже была состоявшейся звездой кантри и воспользовавшись новым трендом, вскоре многократно превзошла их успех. Как и Джордж Стрейт, певица имела ковбойское прошлое. В родной Оклахоме она и её семья выступали на родео и как наездники, и как исполнители. Ранние записи Макинтайр 1976—1983 годов были очень близки к Нэшвилл-саунду и пользовались умеренным успехом в чартах. В 1984 году она сменила стиль и альбомом My Kind of Country с песней «How Blue» заявила о себе как о неотрадиционалистке. Тем не менее Макинтайр была традиционной лишь в малой степени. Уже со второго альбома её стиль стал более отполированным, гламурным и манипулятивным в эмоциональном плане. Пика в карьере она достигла именно в этот период — когда звучала ближе к поп-кантри. Макинтайр отличал сильный голос, выразительное манера подтягивать и держать продолжительные ноты, хорошая внешность, яркая личность, приятный вокал, талант распознавать потенциально хитовые песни и отменное бизнес-чутьё. К 1997 году певица имела уже 21 сингл № 1. Главная роль в бродвейском мюзикле «Annie Get Your Gun» и собственный ситком «Риба» только приумножили её популярность.
Ещё одна уроженка Кентукки, Патти Лавлесс, впервые попала в чарты в 1985 году, а звездного статуса добилась к концу десятилетия. Песни вроде «Blue Side of Town» и «Don’t Toss Us Away» поставили её в один ряд с лучшими неотрадиционалистами. Её голос звучал крайне аутентично, идеально отражая характерные интонации её родного штата, но сама Лавлесс отказывалась вешать на свою музыку стилистические ярлыки. Хотя кантри всегда был важной и ценной частью её идентичности, она никогда не пренебрегала исполнением других видов музыки, в частности, рок-н-ролла. Впервые Лавлесс прибыла в Нэшвилл подростком и работала с дуэтом The Wilburn Brothers, но прогремела на местной сцене в 1987 году, когда под руководством продюсера Тони Брауна выпустила дебютный альбом и сингл «If My Heart Had Windows». Последующие альбомы отражали её разноплановый вкус и лишь изредка заходили на территорию неотрадиционализма. Позднее свой талант к исполнению традиционного материала Лавлесс подтвердила спев балладу «Pretty Polly» с Ральфом Стэнли на его диске Clinch Mountain Country (1998) и выпуском собственной коллекции традиционных кантри-песен, записанных с акустическим аккомпанементом — альбома Mountain Soul (2001) .

### Трэвис, Йокам, Ловетт и Эрл
Особенно продуктивным для нового традиционализма стал 1986 год — дебютные альбомы разом выпустили Рэнди Трэвис, Дуайт Йокам, Стив Эрл, Лайл Ловетт и O’Kanes. Хотя поп-ориентированные артисты вроде Джени Фрики и Ли Гринвуда всё ещё возглавляли чарты, новый традиционализм в Нэшвилле тогда достиг апогея. После десятилетнего потока массовой и легкой музыки, управленцы на Мьюзик-Роу решили попытать счастья с более грубыми музыкантами, которые шли против течения.
Альбомы этих исполнителей звучали необычайно целостно, демонстрируя их твердые и крайне самобытные взгляды на музыку. За многие годы это были одни из самых эксцентричных артистов, вышедших из музыкальной индустрии Нэшвилла. Они не подстраивали свои песни под современные тренды, маркетинговую статистику и не стремились к кроссоверам. Глядя на музыкантов, дебютировавших в том году и чуть позже, сложно было дать ёмкое обобщающее название их стилистике. Все они звучали совершенно по-разному: Стив Эрл на дебютном альбоме Guitar Town демонстрировал тванг с влиянием рока и был наиболее близок к жесткому аутло-кантри, чем все, что выходило за прошлое десятилетие. Лайл Ловетт на своем одноимённом дебюте привносил оживленный вестерн-свинг в легкие и непринужденные фолк-композиции. O’Kanes наполнили свой первый альбом нарочито скромными и простыми, но цепляющими песенками.
В то же время Дуайт Йокам дебютировал альбомом Guitars, Cadillacs, Etc. Etc., демонстрируя хонки-тонк-традиции Бейкерсфилда и своего героя — Бака Оуэнса. Последнему Йокам отдал дань в 1988 году, исполнив с ним песню «Streets of Bakersfield». Певец создал стиль, чествовавший традиционный кантри, но привнёс в него атмосферу и драйв рок-н-ролла. Родившись в Кентукки, он вырос в Огайо и в конце 1970-х годов перебрался в Калифорнию, попав в гостеприимное окружение артистов вроде Дэйва Олвина, Los Lobos, The Knitters и Lone Justice. В середине 1980-х годов Йокам стал широко популярен благодаря прямолинейной критике Нэшвилла и страстной защите музыки «хиллбилли» и её ценностей. Изначально он был культовой фигурой на периферии индустрии, но в 1986 году две хитовые песни — «Honky Tonk Man» и «Guitars, Cadillacs» — вывели его на передовую. Успеху способствовал его фирменный насупленный образ, привлекательная пластика, которую он демонстрировал в клипах, а также роли в кино и общая харизма.
В свою очередь Рэнди Трэвис стал одним из наиболее популярных исполнителей десятилетия. Дебютировав альбомом Storms Of Life, он представил насыщенное и аутентичное звучание, отсылавшее к музыке кантри прошлых десятилетий, что принесло ему частые сравнения с двумя его героями — Джорджем Джонсом и особенно Мерлом Хаггардом. Если тот же Рики Скэггс сочетал в репертуаре старые и новые песни, то Трэвис записывал преимущественно новый материал. Его первый сингл попал в чаты ещё в 1979 году, но только на позицию № 91. Уроженец Северной Каролины, он в 1981 году переехал в Нэшвилл, где старался привлечь к себе внимание индустрии. Первый же альбомом Трэвиса вынес новый традиционализм на передний край музыки кантри. Его синглы «On the Other Hand», «Diggin’ Up Bones» и «Forever and Ever, Amen» возглавили чарты в 1986 и 1987 годах. К маю 1990 года, когда пришло новое поколение кантри-певцов, Трэвис имел уже 11 синглов № 1.
Всех этих артистов, дебютировавших в 1986 году, объединяла выраженная преданность (хотя и в разной степени) различным стилям и влияниям традиционного кантри (в манере пения, наборе инструментов, аранжировках), постепенно исчезавшим из мейнстрима ещё со времён Нэшвилл-саунду. Момент, когда они стали обобщённо называться новыми традиционалистами, послужил сигналом, что индустрия признала этот тренд. Хотя они не были ортодоксальными традиционалистами, но принесли в кантри новые идеи и дух экспериментов. Независимо от своего стиля, эти молодые артисты середины 1980-х годов вскоре обошли в чартах и плей-листах радиоформата Топ-40 ветеранов кантри вроде Джонни Кэша, Мерла Хаггарда, Джорджа Джонса, Долли Партон, Лоретты Линн и Вилли Нельсона.

## Закат
К концу 1980-х годов неотрадиционализм все больше становился новым стандартом индустрии. Начавшись как протест против мейнстримового и стандартизированного поп-звучания 1970-х и начала 1980-х годов, он сам оказался под угрозой превращения в стилистическое клише. Использование одних и тех же аккомпанирующих музыкантов, авторов песен и продюсеров в одинаковой «красивой упаковке» привело к тому, что многие артисты стали звучать однотипно — пробившись изначально за счёт уникального звучания, они оказались затянуты в мейнстрим и стали делать упор на отполированность продукта, нежели на индивидуальность. Несмотря на всю мощь неотрадиционалистов вроде Рики Скэггса, в конце 1980-х годов было крайне сложно дать определение кантри и предсказать будущее жанра. На каждого условного Скэггса приходилась дюжина поп-ориентированных артистов, демонстрировавший большие коммерческие успехи и получавшие высочайшие награды кантри-индустрии. Кантри в этот момент стал терять идентичность и связь со своими корнями и историей. Под конец тренда на сцену вышли такие артисты как Алан Джексон, Кит Уитли и Трэвис Тритт — каждый со своим собственном стилем, основанным на неотрадиционализме.

### Джексон, Чеснатт, Тритт и Диффи
В отличие, например, от Патти Лавлесс, Алан Джексон с гордостью ассоциировал себя с неотрадиционалистами. Хотя в его вокале не было ничего от Хэнка Уильямса или Лефти Фризелла, он демонстрировал аутентичную и привлекательный южную манеру пения и тванг. Его поддержка традиционного кантри-звучания явственно прослеживалась в подборе песен и наборе инструментов. Прежде чем записать дебютный альбом Here in the Real World, Джексон провел в Нэшвилле четыре года, работая почтовиком в TNN и записывая демо. С тех пор он редко отходил от традиционного кантри-звучания и записал внушительный набор успешных песен вроде «Don’t Rock the Jukebox», «Chattahoochee», «Mercury Blues» и «Midnight in Montgomery». Композиции Джексона обычно несли здравую долю популизма и реверансов в сторону его рабочего происхождения (он родился в Джорджии в семье автомеханика) — например «Little Man» и «Working Class Hero».
Некоторые исполнители являлись неотрадиционалистами лишь время от времени, например, Марк Чеснатт, Трэвис Тритт и Джо Диффи. Говоря обычно о своем почтении к традиционному кантри, на деле они часто отклонялись от этого формата. Чеснатт был представителем одной из цитаделей музыки кантри рабочего класса — пригорода техасского Бомонта, где его отец был местным кантри- исполнителем и коллекционером песен. Опыта он набрался выступая со своим другом Трэйси Бёрдом в местных хонки-тонках, в которых начинал когда-то их герой — Джордж Джонс. Чеснатт бросил школу в 10 классе ради музыки. Его первый хит «Too Cold at Home» вышел в 1990 году, а затем последовали «Brother Jukebox» и «Bubba Shot the Jukebox».
Трэвис Тритт дебютировал альбомом Country Club (1990). Он никогда не ограничивал себя терминами вроде «неотрадиционный», а вместо этого гордо идентифицировал себя с иконами южного рока Чарли Дэниелсом, Lynyrd Skynyrd и Хэнком Уильямсом-младшим. Тритт иногда демонстрировал мастерство игры на пятиструнном банджо и записал одни из лучших образцов современного хонки-тонка «Here’s a Quarter (Call Someone Who Cares)», «Lord Have Mercy on the Working Man», «The Whiskey Ain’t Working» (с Марти Стюартом) и «Out of Control Raging Fire» (с Патти Лавлесс). Гастроли со Стюартом в 1992 году, названные No Hats Tour, отражали подозрительное отношение обоих музыкантов к засилью «артистов в шляпах» и приверженность одновременно рок-н-роллу и традиционному кантри.
Со своей стороны Джо Диффи нёс настоящий образ синего воротничка, работая в литейном цеху в погоне за своей мечтой о музыке кантри. Он вырос в Оклахоме и в его семье такие артисты как Мерл Хаггард, Джордж Джонс и Лефти Фризелл имели почти божественный статус. В 1986 году он приехал в Нэшвилл и благодаря развившей к этому времени популярности неотрадиционалистов стал одним из наиболее востребованных певцов на демозаписях. В 1990 году он подписал контракт с лейблом и выпустил песню «Home», которая немедленно поднялась на вершины чартов. Часто называемый певцом для певцов и хранителем традиционного кантри, он создал привлекательное сочетание хонки-тонка и рока, наиболее наглядно представленное на его альбоме Honky Tonk Attitude (1993).

### 1990-е годы и далее
В итоге неотрадиционализм создал плацдарм для новых кантри-звезд начала 1990-х годов, которые вывели жанр на коммерческие высоты невиданные ранее. К этому моменту одетые с иголочки бесчисленные артисты к ковбойских шляпах заполонили радио и телеэфиры, а Гарт Брукс стал новым «мессией» кантри-индустрии. Начало 1990-х годов продемонстрировало коммерческий взрыв, превзошедший все, что было в кантри прежде, а продажи дисков и выручка от концертов, превосходили любых исполнителей не только в кантри, но и других жанрах. Среди новых артистов 1990-х помимо Брукса были Шанайя Твейн, Фэйт Хилл, Клэй Уокер, Клинт Блэк. Многие популярные в этот период артисты, например, Алан Джексон, Винс Гилл, Трэвис Тритт, имели свои корни в эпохе неотрадиционализма.
Характерной чертой периода стало практически полное отторжение индустрией ветеранов кантри и отказ от продвижения музыки неформатных артистов. Классикам вроде Джонни Кэша, Вилли Нельсона, Мерла Хаггарда, Лоретты Линн, Эммилу Харрис, Долли Партон, Чарли Прайда, Рэя Прайса пришлось искать новые концертные площадки и аудиторию за пределами мейнстрима. Ответом на такое положение дел в 1995 году отчасти стало новое движение, радиоформат и позже жанр — американа, который с тех пор вышел за рамки кантри. Отражением беспокойства ценителей традиций относительно происходящего с кантри в 1990-е годы стала песня «Murder on Music Row» («Убийство на Мьюзик-Роу»), записанная сначала Ларри Кордлом, а позднее Джорджем Стрейтом и Аланом Джексоном и содержавшая строки «кто-то убил музыку кантри, вырезав её сердце и душу. Им сошло с рук убийство на Мьюзик-Роу». В исполнении Кордла эта композиция получила награду «Песня года» от IBMA, а интерпретация Стрейта и Джексона даже стала «Событием года» по версии CMA.
Несмотря на подобные тренды, в конце 1990-х годов Брэд Пейсли — преданный последователь Бака Оуэнса — вышел на сцену как главный факелоносец традиционного звучания. Родившись в Западной Виргинии, он вырос в сельской местности, где не мог избежать знакомства с аутентичным кантри. Бесценный опыт в качестве музыканта он получил в радиошоу Wheeling Jamboree, где играл восемь лет. Пейсли приехал в Нэшвилл в середине 1990-х годов, чтобы поступить в Университет Бельмонт на факультет музыкального бизнеса и начал писать песни и записывать демо. В 1999 году он выпустил первый альбом Who Needs Pictures, для которого сочинил все композиции и записал гитарные партии. Многие его песни получили хорошие ротации на радио, но самой популярной в его ранней карьере стала «Me Neither».
Помимо Пэйсли в 1990-е и начале 2000-х годов поклонников консервативного кантри-звучания обнадеживали такие артисты как Сьюзи Богасс, Сара Эванс, Патти Лавлесс, Ли Энн Вомак, Алан Джексон, Марк Чеснатт, Марти Стюарт, Уэйд Хэйс, Джо Диффи, Тоби Кит. В новом тысячелетии необычайный успех саундтрека к фильму Братьев Коэн «О, где же ты, брат?» также породил широкий интерес к старым кантри-песням и стилям.

## Терминология
Понятие нового традиционализма в кантри появилось в середине 1980-х годов. В музыкальной литературе нет однозначной классификации явления — говоря об одних и тех же процессах, особенностях звучания, периоде времени и круге исполнителей авторы могут называть его феноменом, движением, стилем, форматом, жанром или поджанром — иногда взаимозаменяемо. В качестве названия в английском языке также могут использоваться различные термины: new traditionalism, neo-traditionalism, new country, hard country, neo-traditional country и прочие.
Например, Билл Малоун в своих работах употребляет взаимозаменяемо как neo-traditionalism, так и new traditionalism, называя его феноменом и движением. Ричард Карлин в своих книгах использует термин new country и говорит о движении и жанре. Айван Трайб также рассматривает движение, но в противовес new country считает более корректным термин neo-traditional country, поскольку речь идет о переосмыслении старых стилей, а не создании нового. Дэвид Дикейр называет явление попеременно форматом, движением, поджанром и стилем.
Последний также разграничивает понятия neo-traditionalism и new traditionalism. Новыми традиционалистами Дикейр называет исполнителей, работавших исключительно в мейнстриме, а неотрадиционалистами — тех, которые находились на периферии кантри-индустрии и являлись ривайвалистами (то есть воссоздавали классические стили, а не переосмысливали их на новый лад). Среди неотрадиционалистов в таком понимании автор выделяет, например, Айрис Демент, Карлин Картер, Лорри Морган, Майкл Мартин Мёрфи, Diamond Rio, Джейми О' Хара, Розанна Кэш.

## Исполнители
Сводный перечень артистов, рассмотренных в материале в контексте неотрадиционализма:
- Рики Скэггс
- Джордж Стрейт
- Джон Андерсон
- The Judds
- Риба Макинтайр
- Патти Лавлесс
- Марти Стюарт
- Рэнди Трэвис
- Дуайт Йокам
- Лайл Ловетт
- Стив Эрл
- The O’Kanes
- Алан Джексон
- Марк Чеснатт
- Трэвис Тритт
- Джо Диффи
- Айрис Демент
- Кит Уитли